# Mistrzostwa Świata w układaniu Kostki Rubika 2017
Mistrzostwa Świata w układaniu kostki rubika 2017, (ang. World Rubik's Cube Championship 2017) – międzynarodowy turniej Speedcubingowy zorganizowany przez WCA.
Na organizatora mistrzostw wybrano Francję, turniej odbył się w stolicy kraju, Paryżu. W zawodach wzięło udział około 1100 uczestników, z 70 państw.

## Konkurencje[2]
Poniżej podano konkurencję, i najlepszych w tej konkurencji:
| Konkurencja         | Imię               | Wynik          | Średnia  | Narodowości   |
| ------------------- | ------------------ | -------------- | -------- | ------------- |
| Kostka Rubika       | Max Park           | 5.76           | 6.85     | USA           |
| Kostka 2x2x2        | Antonie Paterakis  | 1.68           | 1.72     | Grecja        |
| Kostka 4x4x4        | Sebastian Weyer    | 19.79          | 24.15    | Niemcy        |
| Kostka 5x5x5        | Feliks Zemdegs     | 43.70          | 48.48    | Australia     |
| Kostka 6x6x6        | Kevin Hays         | 1:32.00        | 1:35.34  | USA           |
| Kostka 7x7x7        | Feliks Zemdegs     | 2:17.46        | 2:21.60  | Australia     |
| 3x3x3 Bez patrzenia | Grzegorz Jałocha   | 24.86          | -        | Polska        |
| 3x3x3 Liczba ruchów | Marcel Peters      | 25             | 26.33    | Niemcy        |
| 3x3x3 Jedną ręką    | Max Park           | 9.76           | 10.31    | USA           |
| 3x3x3 Stopami       | Jakub Kipa         | 27.48          | 30.69    | Polska        |
| Megaminx            | Juan Pablo Huanqui | 34.75          | 38.14    | Peru          |
| Pyraminx            | Drew Brads         | 1.52           | 2.04     | USA           |
| Rubik's Clock       | Wojciech Knott     | 5.56           | 6.31     | Polska        |
| Skewb               | Łukasz Burliga     | 2.52           | 2.65     | Polska        |
| Square-1            | Jayden McNeill     | 7.47 CR        | 10.07 CR | Australia     |
| 4x4x4 Bez patrzenia | Bill Wang          | 2:09.94 CR     | -        | Kanada        |
| 5x5x5 Bez patrzenia | Tom Nelson         | 5:43.86 CR     | -        | Nowa Zelandia |
| 3x3x3 Multi-Blind   | Shivam Bansal      | 37/40 59:12.00 | -        | Indie         |